# Stampien
Stratigraphie
Priabonien Chattien
Le Stampien est une division stratigraphique obsolète qui correspondait à la partie inférieure de l'époque Oligocène. Dans la nomenclature stratigraphique internationale, l'étage correspondant aujourd'hui au Stampien est le Rupélien.

## Étymologie
Le terme Stampien dérive de « Stampae », nom latin de la ville essonienne d'Étampes.

## Historique
Le Stampien a été défini par le géologue et paléontologue français Alcide d'Orbigny en 1852 à partir de sédiments du bassin de Paris, en particulier la formation géologique des grès de Fontainebleau dans la région d'Étampes en Essonne.

## Subdivisions
Le Stampien s.l. était classiquement divisé en :
- une partie inférieure nommée Sannoisien ;
- une partie supérieure nommée Stampien s.s.

## Utilisation
Parmi les faciès stampiens du bassin de Paris, les grès de Fontainebleau et les meulières ont été largement employés en zone urbaine en Île-de-France respectivement comme pavés de rues et comme matériau de construction.
Les grès du Stampien étaient également utilisés pour la réalisation de polissoirs.